# Steinkirchen (Altes Land)
Steinkirchen is een gemeente in de Duitse deelstaat Nedersaksen. De gemeente maakt deel uit van de Samtgemeinde Lühe in het Landkreis Stade.
Steinkirchen telt 1.792 inwoners.
Steinkirchen behoort tot de bekende fruitteeltregio Altes Land. De teelt van fruit, vooral appels, is, samen met het toerisme, het voornaamste middel van bestaan van het dorp. 
Steinkirchen ligt aan de Elbe; aan de oostkant van het dorp stroomt de Lühe, een bochtig zijriviertje van de Elbe.
In het gemeentehuis van Steinkirchen is ook het bestuur van de overkoepelende Samtgemeinde Lühe gevestigd.

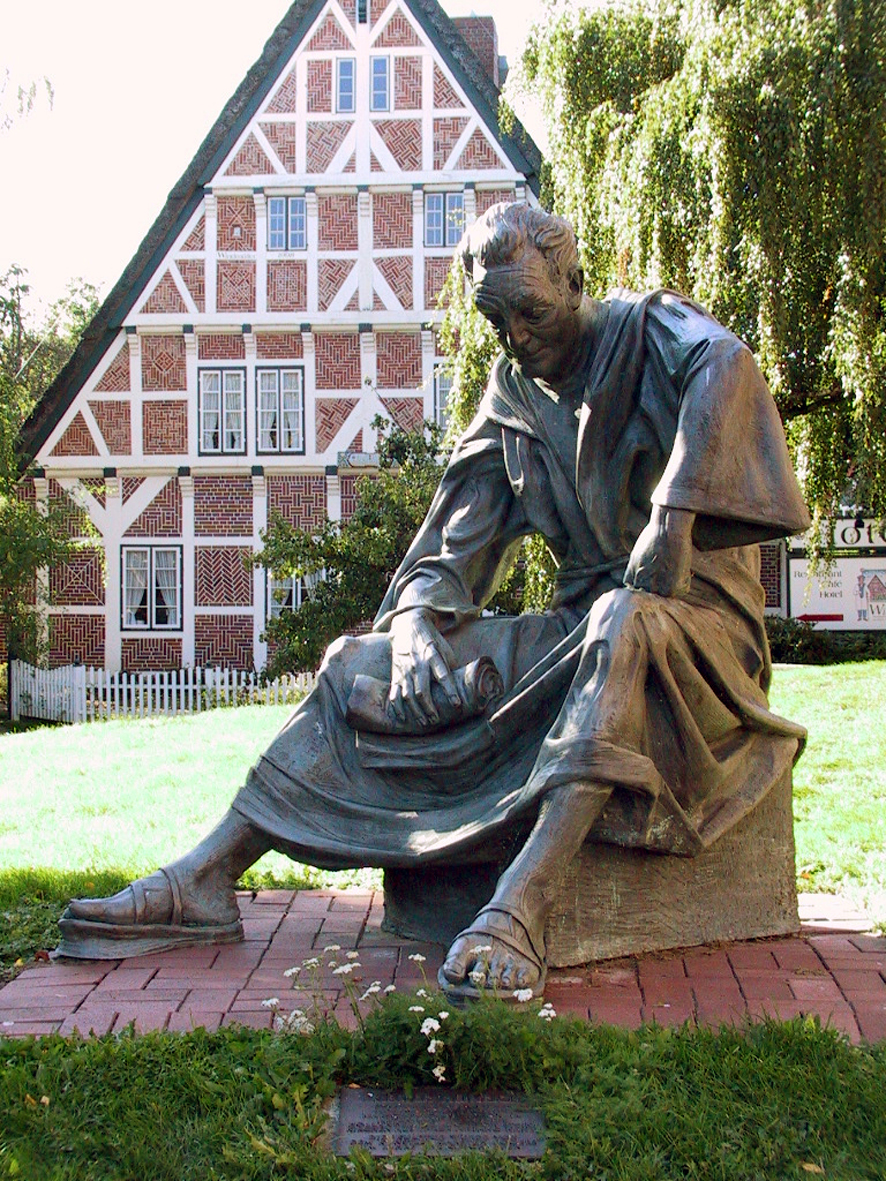
Standbeeld van Priester Hendrik in Steinkirchen; zie ook: Rijnsaterwoude
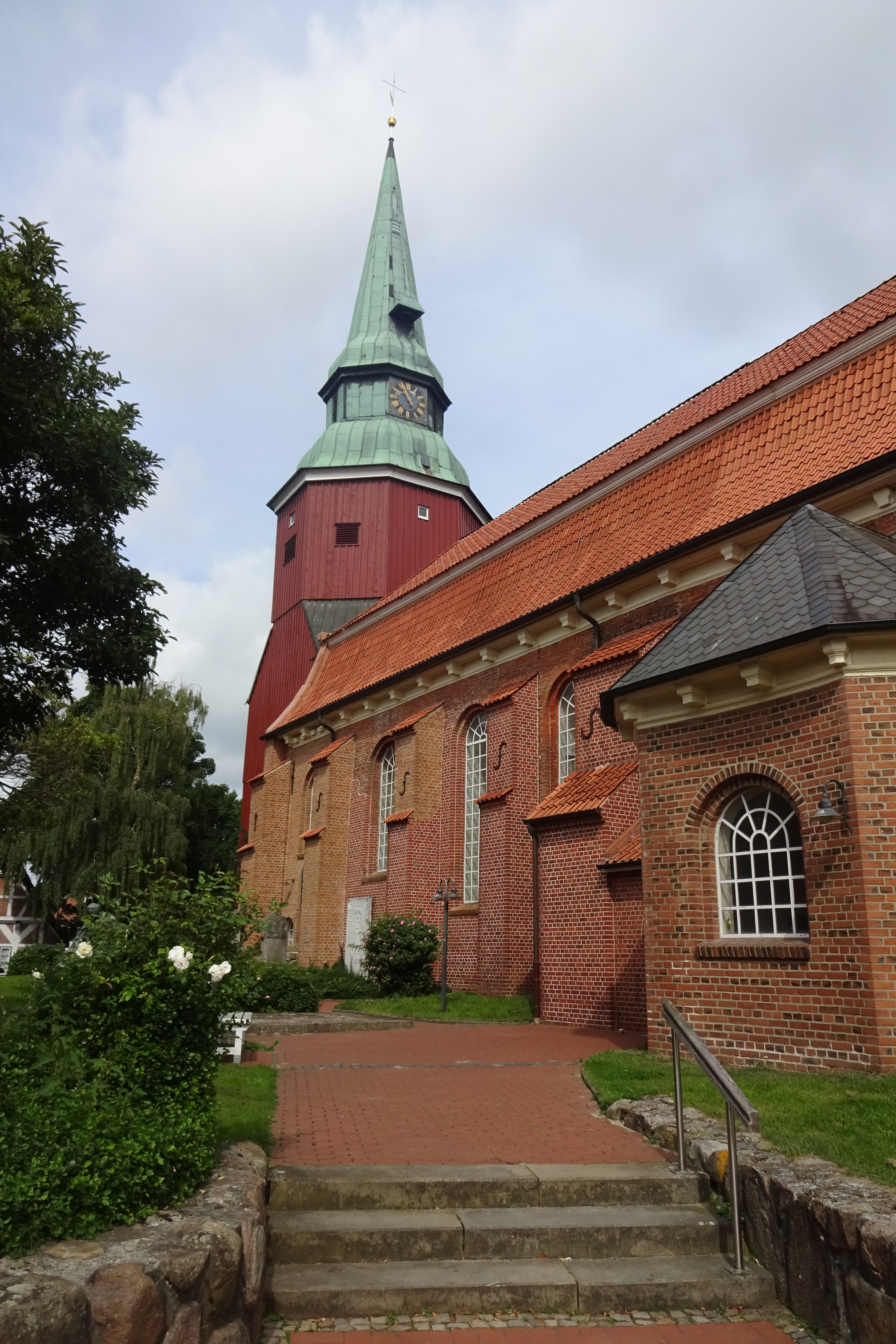
St. Maartens- en Nicolaaskerk (Steinkirchen)
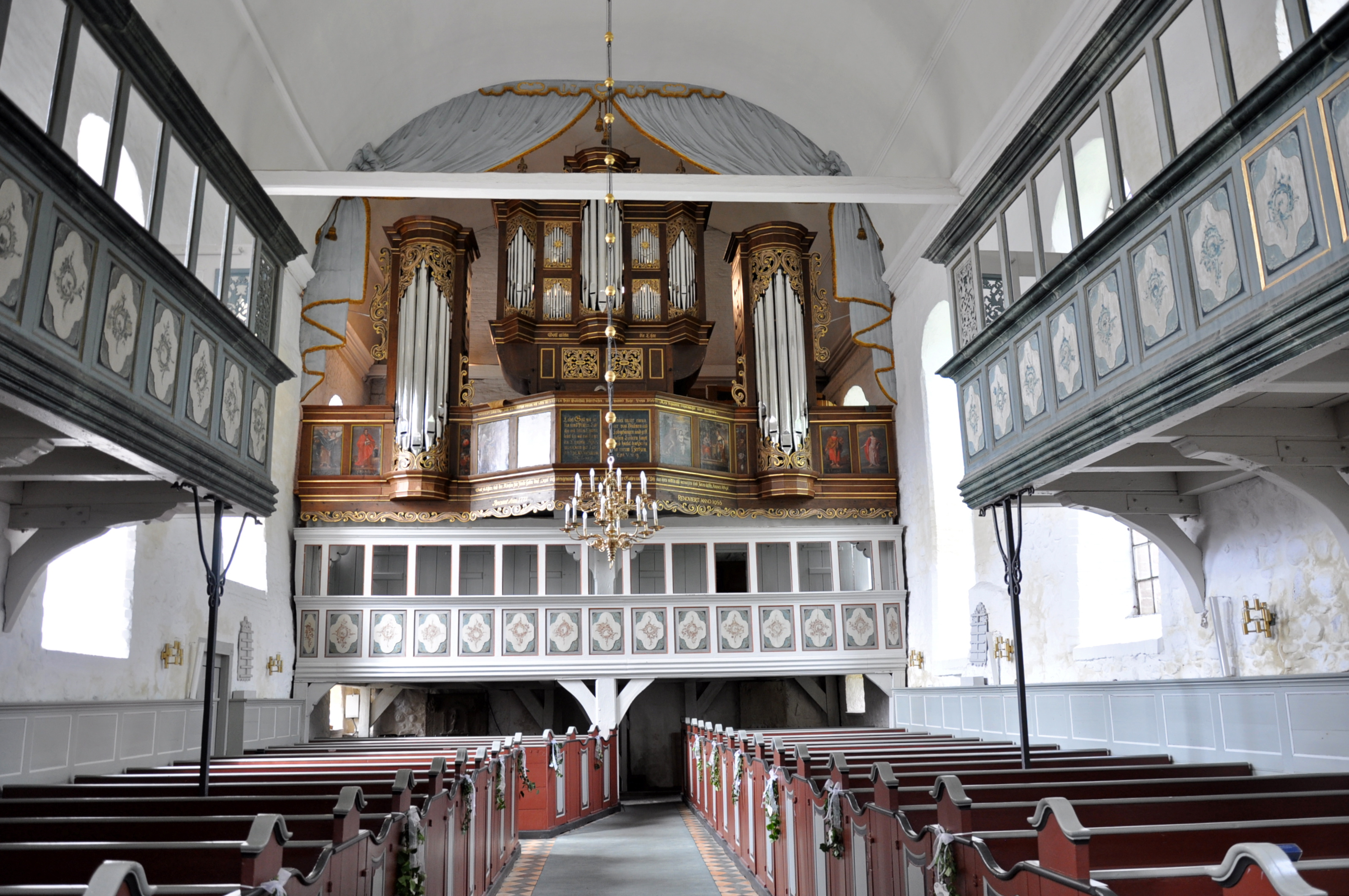
Interieur van deze kerk
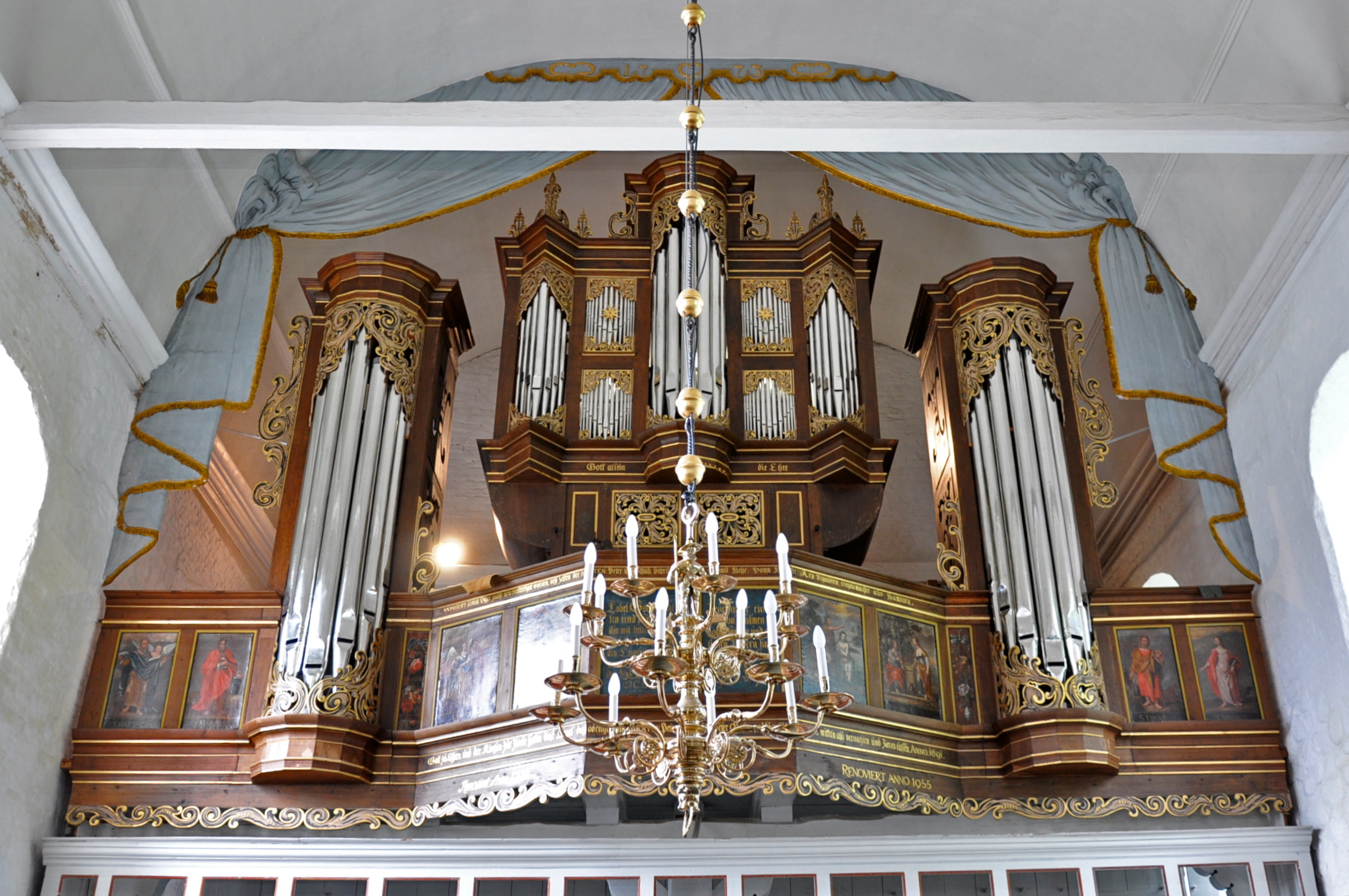
Orgel in deze kerk
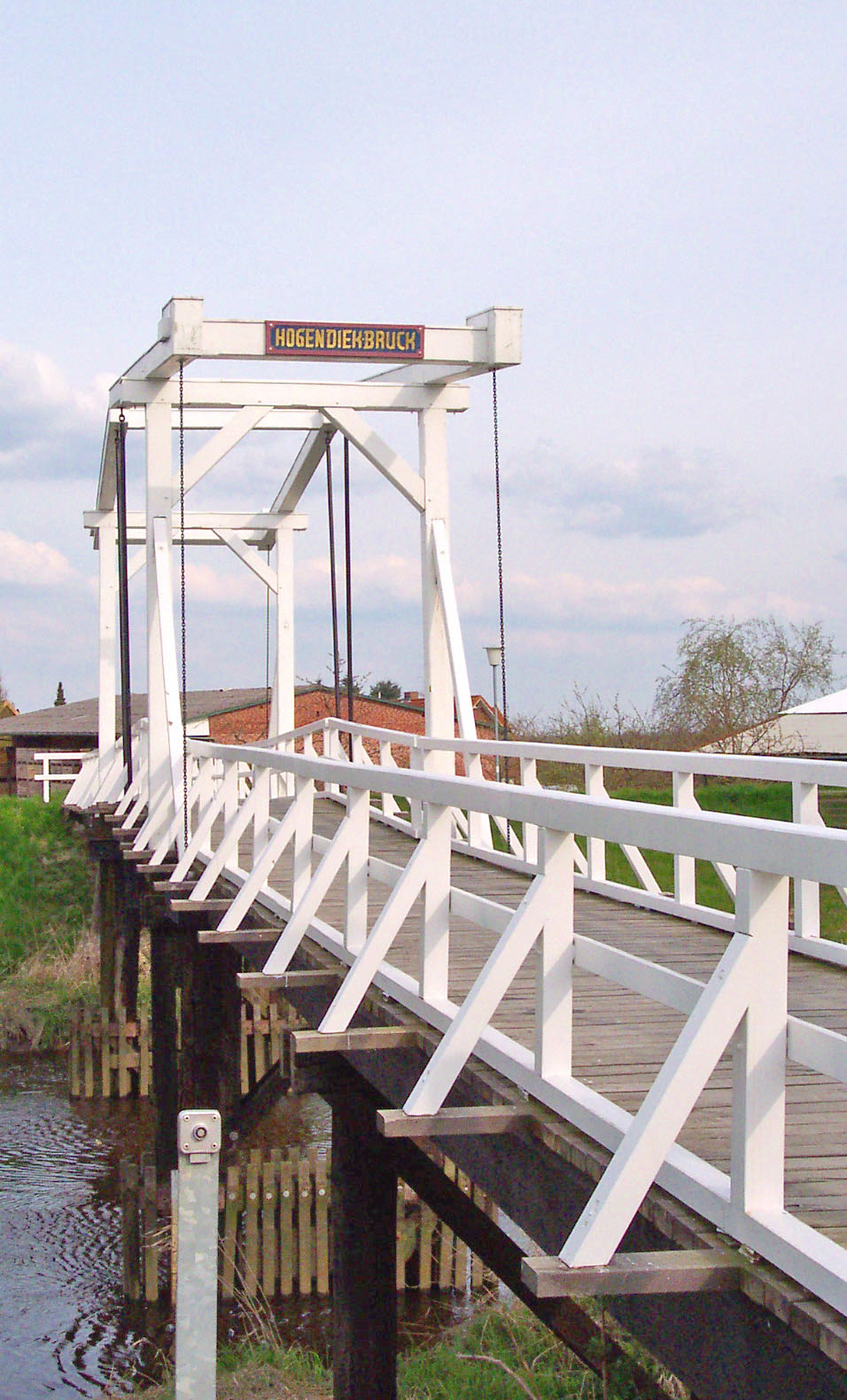
Ophaalbrug over de Lühe Hogendiekbrück

De evangelisch-lutherse St. Martinus- en Nicolaaskerk in het dorp werd rond 1500 gebouwd en eind 18e eeuw grondig gerenoveerd. Het kerkinterieur dateert ook uit die periode, op het  grote kerkorgel na. Dit instrument dateert van omstreeks 1684, en geldt als een van de hoogtepunten uit het vroege oeuvre van de beroemde orgelbouwer Arp Schnitger.
De schrijfster Dörte Hansen, bekend van haar in 2015 verschenen boek Altes Land (titel Nederlandse editie: Het oude land), woonde van 2005-2016 in Steinkirchen.